# توم سيمونز
توم سيمونز (بالإنجليزية: Tom Simmons)‏ هو لاعب كرة قدم أسترالية أسترالي، ولد في 13 أغسطس 1929، وتوفي في 1 أكتوبر 2013.

## وصلات خارجية
- توم سيمونز على موقع AustralianFootball.com (الإنجليزية)
- توم سيمونز على موقع AFLtables.com (الإنجليزية)